# Sykrzytek dereniak

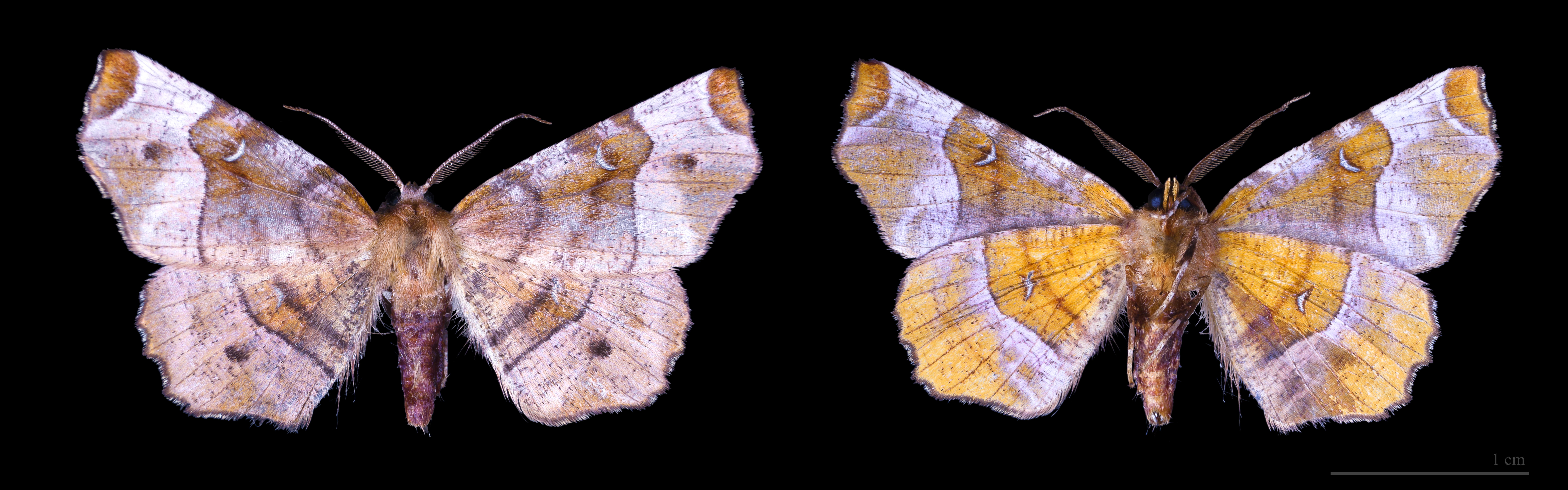
Selenia tetralunaria

Sykrzytek dereniak (Selenia tetralunaria) – owad z rzędu motyli, z rodziny miernikowcowatych (Geometridae).